# وائویلرس، سومه
وائویلرس، سومه (به فرانسوی: Vauvillers, Somme) یک کمون در فرانسه است که در Canton of Chaulnes واقع شده‌است.

## خصوصیات
وائویلرس ۶٫۲۲ کیلومترمربع مساحت و ۲۹۲ نفر جمعیت دارد و ۸۵ متر بالاتر از سطح دریا واقع شده‌است.